# Mitt mörka hjärta
Mitt mörka hjärta (engelsk originaltitel: My Heart of Darkness) är en svensk-tysk-producerad dokumentärfilm från 2010. Den behandlar fyra före detta soldater på olika sidor under inbördeskriget i Angola, samt deras posttraumatiska stress.
Filmen spelades in 2007. Den visades första gången på Internationella dokumentärfilmsfestivalen i Amsterdam den 20 november 2010. Den hade biopremiär i Sverige den 8 april året därpå. Filmens titel är en referens till Joseph Conrads roman Mörkrets hjärta. Liksom romanen är filmen förlagd till en båtresa uppför en afrikansk flod och behandlar tragiska förhållanden och utnyttjade människor.
De fyra huvudpersonerna talar inte alla samma språk, utan översätter åt varandra. Berättaren Marius van Niekerk, som också är filmens regissör och huvudperson, talar genomgående engelska. De andra talar portugisiska och afrikaans.

## Handling
Den vite sydafrikanen Marius van Niekerk värvades 1979, 17 år gammal, till armén under apartheidtiden. Han placerades som fallskärmsjägare i Angola som del av Sydafrikas krigsintervention där och som stöd till den antikommunistiska UNITA-gerillan. 1985 flyttade han till Sverige. Där plågades han av posttraumatiska stressyndrom. Han återvänder nu till Angola för att försonas med sitt förflutna. Tillsammans med tre andra krigsveteraner, de svarta afrikanerna Samuel Machado Amaru, Patrick Johannes och Mario Mahonga, gör han en resa uppför floden Kwando till en av kalla krigets sista krigsskådeplatser.
Under färden berättar Marius, framför allt vid lägerelden, om dels sina krigsupplevelser och -förbrytelser, dels mardrömmar, alkoholism och misshandel som minnena orsakade. Han lockar de andra att berätta om kriget och dess följder från sina respektive sidor. Filmen slutar med att de fyra genomgår en reningsritual där de bland annat bränner Samuels uniform och Marius fotografier från kriget.